# Acria psamatholeuca
Acria psamatholeuca is een vlinder van de familie van de sikkelmotten (Oecophoridae). De wetenschappelijke naam van deze soort is voor het eerst voorgesteld door Edward Meyrick in een publicatie uit 1930.
De soort komt voor in Kameroen.